# Henry Mortimer Durand

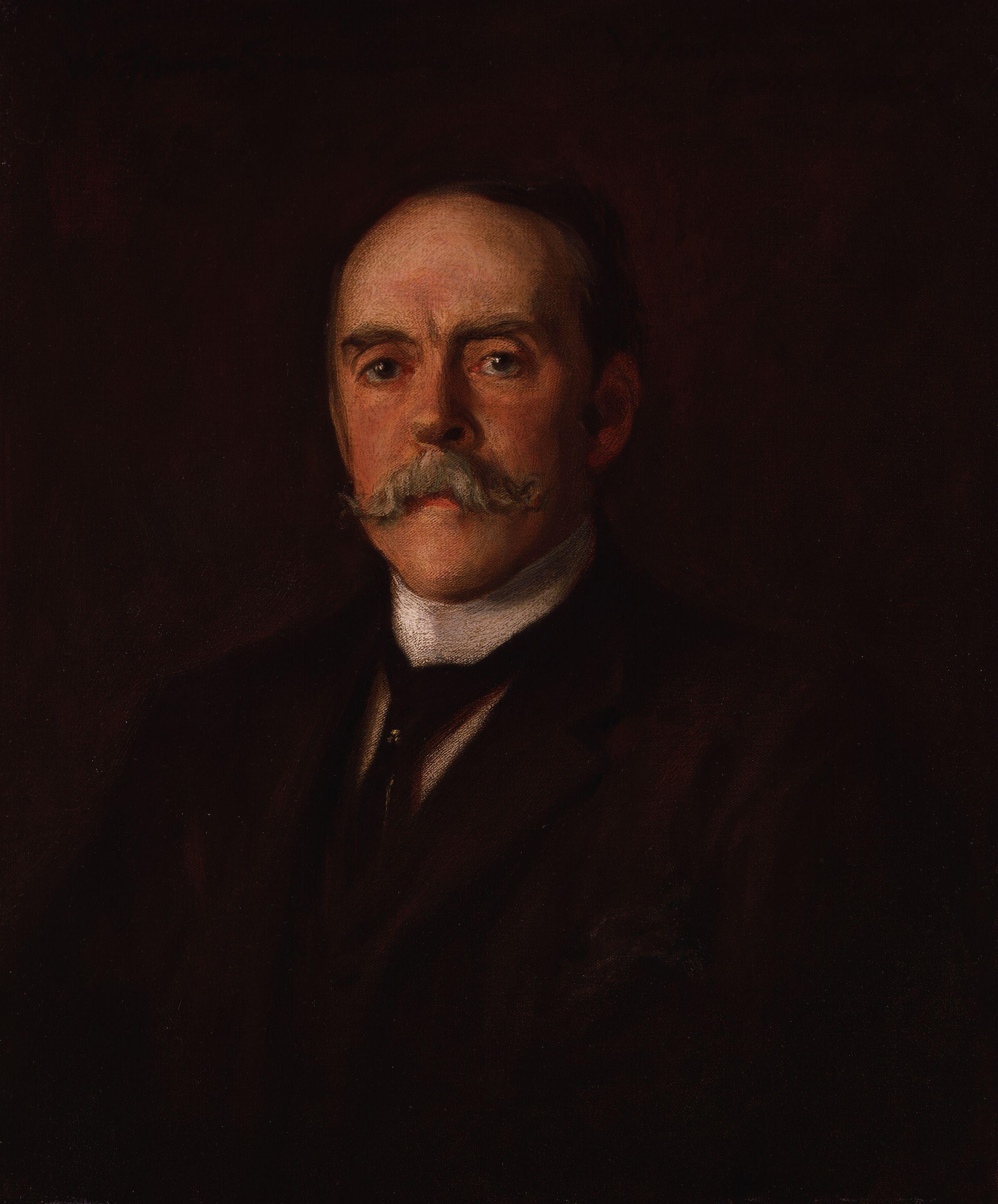
Sir Henry Mortimer Durand (Gemälde von W. Thomas Smith)

Sir Henry Mortimer Durand als Botschafter in Washington 1903–06

Sir Henry Mortimer Durand (* 14. Februar 1850 in Sehore, Bhopal, Indien; † 8. Juni 1924 in Polden, Somerset, England) war Außenminister der britischen Kolonie Indien und legte im Jahre 1893 die als Durand-Linie bekannte Demarkationslinie zwischen Afghanistan und dem heutigen Pakistan (damals Britisch-Indien) fest.

## Leben
Henry Mortimer Durand war der zweite Sohn von Sir Henry Marion Durand und erhielt seine Ausbildung in England an der Blackheath Proprietary School und der Tonbridge School. 1870 trat er in den öffentlichen Dienst der Indischen Regierung ein. Während des Zweiten Anglo-Afghanischen Krieges (1878–80) war er als politischer Sekretär von General Sir Frederick Sleigh Roberts in Kabul tätig. Durand war Außenminister der Regierung von Indien in den Jahren 1884–1894 und kam 1893 erneut nach Kabul. Jetzt führte er die Verhandlungen über die nördlichen und östlichen Grenzen Afghanistans. Danach wurde er Botschafter in Persien und ab 1900 in Madrid. Von 1903 bis 1906 war er Botschafter in Washington.
Durand starb 1924 in Quetta, Sultanat Baluchistan, Britisch-Indien. Er wurde begraben in Durand Street, Lahore.

## Werke – Auswahl
- The life of Major-General Sir Henry Marion Durand of the Royal Engineers. Vol. I. Publisher: W. H. Allen London 1883
- The life of Major-General Sir Henry Marion Durand of the Royal Engineers. Volume II. Publisher: W. H. Allen London 1883
- Helen Treveryan; or The ruling race. Publisher: Macmillan and co. New York, London, 1892
- Nadir Shah Publisher: Archibald Constable & Co., London, 1908
- Life of the Right Hon. Sir Alfred Comyn Lyall, P. C., K. C. B., G. C. I. E., D. C. L., LL. D. Publisher: W. Blackwood, Edinburgh and London 1913
- The life of Field-Marshal Sir George White, V.C. G.C.B., G.C.S.I., G.C.M.G., G.C.V.O., G.C.I.E., O.M., D.C.L., LL.D. Volume I. With illustrations and maps. W. Blackwood, Edinburgh and London 1915
- The life of Field-Marshal Sir George White, V.C. G.C.B., G.C.S.I., G.C.M.G., G.C.V.O., G.C.I.E., O.M., D.C.L., LL.D. Volume II. With illustrations and maps. W. Blackwood, Edinburgh and London 1915
- The Thirteenth hussars in the great war. Publisher: W. Blackwood and sons Edinburgh, London, 1921
- Von seinem Vater Major General Henry Marion Durand: The First Afghan War and Its Causes. Publisher Longmans, Green, and co., London 1879 – published posthum